# حسین‌آباد (خنج)
حسین‌آباد (خنج)، روستایی از توابع بخش مرکزی شهرستان خنج در استان فارس ایران است.

## جمعیت
این روستا در دهستان تنگ نارک قرار دارد و بر اساس سرشماری مرکز آمار ایران در سال ۱۳۸۵، جمعیت آن ۴۶۴ نفر (۷۹ خانوار) بوده‌است.
مردم این روستا به زبان اچمی صحبت میکنند و اهل سنت شافعی هستند